# حمام دوم میلان
حمام دوم میلان مربوط به دوره قاجار است و در شهرستان اسکو، بخش مرکزی، دهستان سهند، روستای میلان واقع شده و این اثر در تاریخ ۲۸ اسفند ۱۳۸۵ با شمارهٔ ثبت ۱۸۶۸۶ به‌عنوان یکی از آثار ملی ایران به ثبت رسیده است.